# Дуг Утешенович
Драган Утешенович (англ. Dragan "Doug" Utješenović / серб. Драган Утјешеновић; нар. 8 жовтня 1946, Белград, Югославія) — австралійський футболіст сербського походження, захисник.

## Клубна кар'єра
Народився в Белграді, футбольну кар'єру розпочав 1967 році в місцевому ОФК. Два роки по тому емігрував до Австралії. З 1969 по 1970 рік виступав за команду «Футскрей ЮСТ», засновану емігрантами з Югославії. у 1969 році разом з командою виграв чемпіонат штату Вікторія. У 1971 році перейшов до «Сент-Джордж-Будапешт», кольори якого захищав до 1980 року. У 1972 та 1976 році разом з «Сент-Джордж» вигравав чемпіонат штату Новий Південний Уельс. Футбольну кар'єру завершив 1981 року в складі клубу «Куй Тан» з Першого дивізіону чемпіонату Гонконгу.

## Кар'єра в збірній
У футболці національної збірної Австралії дебютував 9 жовтня 1972 року в переможному (3:1) поєдинку проти Нової Зеландії в Джакарті. У 1973 році Австралія вперше виборола путівку на чемпіонат світу (1974 року). На турнірі в ФРН Дуг зіграв у всих трьох матчах австралійців на груповому етапі (з НДР 0:2, ФРН 0:3 та з Чилі 0:0). Востаннє футболці збірної Австралії одягав 3 листопада 1976 року в нічийному (1:1) поєдинку з Ізраїлем у Тель-Авіві. З 1972 по 1976 рік зіграв 61 матч у складі національної команди, в яких відзначився 2-а голами.

## Кар'єра тренера
По завершенні кар'єри гравця розпочав тренерську діяльність. У 1988 році тренував «АПІА-Лейхгард», який виступав у Національній футбольній лізі Австралії. У 1997—1998 роках очолював «Парраматта Іглз», з яким виграв Суперлігу штату Новий Південний Уельс, після перемоги (3:1) у фінальному матчі над «Боннірігг Вайт Іглз» (1997). У 2000—2001 роках працював головним тренером клубу «Боннірігг Вайт Іглз», якого двічі приводив до срібних нагород Суперліги штату Новий Південний Уельс.

## Досягнення

### Як гравця
- Прем'єр-ліга штату Вікторія
  -  Чемпіон (1): 1969

- Прем'єр-ліга штату Новий Південний Уельс
  -  Чемпіон (2): 1972, 1976

- Кубок Австралії
  -  Фіналіст (1): 1979

### Як тренера
- Прем'єр-ліга штату Новий Південний Уельс
  -  Чемпіон (1): 2001